# ГЕС Бобона
ГЕС Бобона (波波娜水电站) — гідроелектростанція на північному заході Китаю в провінції Сіньцзян. Знаходячись після ГЕС Уруват, входить до складу каскаду на річці Каракаш, лівій твірній Хотану, який в свою чергу є правою твірною Тариму (безсточний басейн озера Лобнор).
В межах проекту долину річки перекрили греблею висотою 27 метрів, утримує водосховище з об’ємом 4 млн м3 та нормальним рівнем поверхні на позначці 1855 метрів НРМ.
Зі сховища через правобережний гірський масив прокладено дериваційний тунель довжиною 11,6 км, який переходить у напірний водовід довжиною майже 0,8 км з діаметром 4 метра. Останній у підсумку розгалужується на три патрубки діаметром по 2,2 метра, через які ресурс подається до трьох турбін типу Френсіс потужністю по 50 МВт. Вони використовують напір у 238 метрів та забезпечують виробництво 666 млн кВт-год електроенергії. Відпрацьована вода повертається у річку по каналу довжиною біля 0,7 км.
Можливо відзначити, що відстань між греблею та машинним залом по руслу річки становить біля чотирьох десятків кілометрів.